# Liste des maires de Burnhaupt-le-Haut

## Liste des maires
| Période   | Période | Identité              | Étiquette | Qualité |
| --------- | ------- | --------------------- | --------- | ------- |
| mars 2014 |         | Véronique Sengler     |           |         |
| 2001      | 2014    | Antoine Muller        |           |         |
| 1972      | 2001    | Gérard Kieffer        |           |         |
| 1940      | 1972    | Emile Fassnacht       |           |         |
| 1935      | 1940    | Joseph Schweitzer     |           |         |
| 1925      | 1935    | Henri Krust           |           |         |
| 1921      | 1925    | Alphonse Hirth        |           |         |
| 1919      | 1921    | Joseph Brellmann      |           |         |
| 1894      | 1919    | Boniface Meyer        |           |         |
| 1891      | 1894    | Jean-Baptiste Kroener |           |         |
| 1883      | 1891    | Edouard Strohmeyer    |           |         |
| 1857      | 1883    | Jean Juncker          |           |         |
| 1848      | 1857    | Georges Kunemann      |           |         |
| 1844      | 1848    | Fr Joseph Stemmelen   |           |         |
| 1840      | 1844    | Thiébaut Juncker      |           |         |
| 1835      | 1840    | Boniface Kroener      |           |         |
| 1830      | 1835    | Fr Ignace Stemmelen   |           |         |
| 1815      | 1830    | Boniface Kroener      |           |         |
| 1805      | 1815    | Fr Joseph Hager       |           |         |
| 1800      | 1805    | Apollinaire Kroener   |           |         |
| 1790      | 1800    | Ignace Stemmelen      |           |         |
| 1757      | 1790    | Apollinaire Kroener   |           |         |
| 1752      | 1757    | Georges Kroener       |           |         |

## Pour approfondir